# Гюльгусейн Гусейноглу
Гюльгусейн Гусейноглу (азерб. Gülhüseyn Hüseyn oğlu Abdullayev; 16 октября 1923, Mollaoba — 8 июля 2013, Баку) — советский и азербайджанский писатель, прозаик, литературовед, Народный писатель Азербайджана (2005), персональный пенсионер Президента Азербайджанской Республики (2002). Профессор кафедры Азербайджанской советской литературы Бакинского государственного университета, член научного совета филологического факультета.

## Биография
С 1942 года работал в редакции газеты «Коммунист». С 1945 по 1947 год Гюльгусейн Гусейноглу работал в редакции газеты «Адабиййат газети». Затем он перешёл в педагогический отдел Театра юного зрителя, где проработал два года — с 1947 по 1948. В 1947 году окончил Азербайджанский государственный университет. В 1948 году был обвинён в создании тайной организации «Илдырым», которая боролась за независимость Азербайджана. Суд приговорил его к 25 годам тюремного заключения. В годы советской реабилитации в 1956 году был реабилитирован, а также восстановлен при аспирантуре Азербайджанского государственного университета.
Народный писатель Анар отмечал, что: 

Он уже в годы юности вел борьбу за независимость Азербайджана и был наказан за это. По возвращении из ссылки, Гюльгусейн муаллим начал свою литературную и научную деятельность. Я испытывал к нему большую симпатию. Я хотел, чтобы он написал обо всем, что с ним произошло в Сибири. Но судьба распорядилась по-своему. Да упокоит Аллах его душу!
Занимался исследованием творчества поэта Микаила Мушфига, о котором в 1968 году написал монографию «Мушфиг. Жизнь и творчество».
Скончался Гюльгусейн Гусейноглу 8 июля 2013 года и похоронен на II Аллее почетного захоронения.

## Произведения

### Книги
- «Мать» (1944)[4]
- «Ларчик» (1972)
- «Полет орлов. Рассказы и стихи в прозе». - Сов. писатель, 1979.
- Гюльгусейн Гусейноглу. Люди и волны : Рассказы, повести, сценарии / Гюльгусейн Гусейноглу; [Худож. А. Мамедов]. — Баку : Язычы, 1982. — 313 с. Тираж: 30 000[5]
- «Скупой» (1986)
- «Скорбя» (1986)
- «Трудный путь» (1987)
- «Легенда о фиалке»
- «Пятые»[6]
- «Раннее утро»[6]
- "Всезнайка"[6]

## Отзывы
Академик Абель Магеррамов на панихиде прощания отметил: 

Сегодня мы прощаемся с нашим дорогим учителем. В истории азербайджанской интеллигенции он будет жить вечно. Его имя будет вписано в историю Бакинского Государственного университета золотыми буквами. Гюльгусейн Гусейноглу был очень интересным, чистым человеком, который жил для своего народа.